# Steve Hansell
Steven Anthony Hansell (nacido el 17 de febrero de 1975 en Londres) es un exjugador de baloncesto británico. Con 1,94 metros de estatura, jugaba en la posición de escolta. 

## Trayectoria
[actualizar]